# Сюнь Юе
Сюнь Юе (荀悅, 148 — 209) — китайський філософ, канонознавець, історик часів династії Хань.

## Життєпис
Народився у 148 році у м. Ін'ін області Інчуань (сучасне Сюйчан провінції Хенань). Був нащадком конфуціанського мислителя Сюнь-цзи. Після смерті батька Сюнь Цзяня родина опинилася у скруті. Тим не менше Сюнь Юе зумів отримати гарну освіту, здобув енциклопедичні знання. Після цього його прийнято на державну службу, зробив гарну кар'єри при Цао Цао. Помер у 209 році.

## Творчість

### Філософія
Основний твір — «Шень цзянь» («Звернення до дзеркала»). Був прихильником ідеї «природного» (цзижань) «взаємного реагування Неба і людини», що підкоряються одним і тим же природним законам, з якими людина покликана узгоджувати свою поведінку. Трактував поняття «дух» (шень) як не субстанціальний, а функціональний початок, властивий «[тілесній] формі» (сін); остання є «пневменним» утворенням, тоді як наявність «духу» обумовлює почуття любові і ненависті, радості і гніву. Вважав, що у людській «природі» з'єднані добре і зле спочатку. Поділяв думку Лю Сяна про те, що «природа» і «чуттєвість» людини не протистоять один одному як добро злу. Запропонував ідею «трьох категорій» (саньпінь) — трьох якісних рівнів людської «природи», з яких верхній і нижній незмінні відповідно у переважанні добра над злом. У свою чергу, кожен з цих рівнів має три градації. Якісний зріст людини зумовлений навчанням і здійсненням юридичного закону (фа), які співвідносяться як універсальні полярні сили — відповідно ян та інь, при цьому «доброта» формується за рахунок «навчання», а «зло» пригнічується за допомогою закону. Обидва засоби у соціально—політичнній сфері покликані сприяти в першу чергу добробуту народу і таким чином забезпечувати належну спрямованість його волі. Ідея Сюнь Юе про «три категорії» людської природи отримала розвиток у вченні Хань Юя.

### Історик
Написав в наслідування «Цзо Чжуань» з використанням переробленого тексту «Хань шу» («Історія династії Хань») історичну працю «Хань цзи» («В пам'ять про династію Хань»).